# Crabro
Crabro is een geslacht van vliesvleugelige insecten uit de familie van de graafwespen (Crabronidae).

## Soorten
- C. alpinus Imhoff, 1863
- C. cribrarius (Linnaeus, 1758) - grote zeefwesp
- C. ingricus (F. Morawitz, 1888)
- C. korbi (Kohl, 1883)
- C. lapponicus Zetterstedt, 1838
- C. loewi Dahlbom, 1845
- C. maeklini A. Morawitz, 1866
- C. malyshevi L. Ahrens, 1933
- C. occultus Fabricius, 1804
- C. peltarius

Kleine zeefwesp (Schreber, 1784)
- C. peltatus Fabricius, 1793
- C. pugillator A. Costa, 1871
- C. scutellatus

Bleke zeefwesp (Scheven, 1781)